# Сычики (Московская область)
Сычики — деревня в Можайском районе Московской области в составе сельского поселения Дровнинское. Численность постоянного населения по Всероссийской переписи 2010 года — 92 человека. До 2006 года Сычики входили в состав Дровнинского сельского округа.
Деревня расположена на западе района, примерно в 14 км к западу от Уваровки, на правом берегу безымянного левого притока Москва-реки, высота центра над уровнем моря 255 м. У деревни железнодорожная платформа Дровнино, ближайшие населённые пункты — примыкающие: на востоке посёлок карьероуправления, на юге — Калужское и Барыши в 0,7 км на запад.

## Население
| 2002 | 2006 | 2010 |
| ---- | ---- | ---- |
| 91   | ↗102 | ↘92  |